# The Jarmels
The Jarmels è un quintetto vocale doo wop e rhythm and blues formatosi nel 1959 a Richmond, in Virginia. Prese il nome da una strada del quartiere di Harlem e i suoi componenti iniziarono a cantare in gioventù nei cori scolastici e delle chiese.
Gruppo di breve durata e di modesta notorietà, è ricordato per il brano di successo del 1961 A Little Bit of Soap, inciso in cover l'anno seguente dall'allora debuttante cantante francese Claude François con il titolo Ne t'en fais pas mon vieux.

## Membri
Il gruppo era composto da:
- Nathaniel Ruff (nato nel 1939 e morto negli anni 1990)
- Paul Burnett (1942-23 marzo 2001)
- Ray Smith (nato nel 1941)
- Earl Christian (nato nel 1940 e morto negli anni 1960)
- Tom Eldridge (1941-19 giugno 2000).

## Carriera
Manager del gruppo vocale era Jim Gribble, che già curava gli interessi dei gruppi Mystics e Passions. Nel 1961, Gribble fece scritturare il gruppo dalla Laurie Records di New York che gli fece incidere il singolo Little Lonely One, un brano che non ebbe particolare risonanza al di fuori dell'area newyorkese.
Tuttavia, il loro secondo disco singolo, appunto A Little Bit of Soap, raggiunse la posizione n. 12 nelle classifiche di vendita degli Stati Uniti. Di fatto questo è rimasto l'unico singolo di successo degli Jarmels i cui successivi quattro 45 giri non raggiunsero le chart.
Gli Jarmels hanno poi continuato l'attività attraverso gli anni sessanta registrando altre canzoni, quali Come On, Girl, del 1963, in pretto stile yéyé. Dopo di allora, la formazione del complesso ha registrato diversi cambiamenti di organico, con l'ingresso tra l'altro di Major Harris, poi passato ai Delfonics.
Ray Smith, l'unico sopravvissuto fra i membri originali degli Jarmels, ha continuato a cantare in concerto fino al settembre 2008 accompagnato da quattro nuovi elementi sotto le insegne del nome Jarmels.

## Discografia

### Singoli
- Little Lonely One, 1961
- A Little Bit of Soap / The Way You Look Tonight, 1961
- Come On Girl, 1963
- Will You Love Me Tomorrow / Love (a cappella)